# Leucanitis altivaga
Leucanitis altivaga là một loài bướm đêm trong họ Noctuidae.